# Lamongan (regência)
Lamongan é uma kabupaten (regência) na Província de Java Oriental, na Indonésia. A capital é Lamongan. O concelho é delimitado pelo Mar de Java no norte, Gresik no leste, Mojokerto e Jombang no sul, bem como Bojonegoro e Tuban no oeste.